# Cup of Russia 2014
Rostelecom Cup 2014 è stata la quarta delle sette competizioni che fanno parte del Grand Prix 2014-2015. Si è svolta dal 14 al 16 novembre 2014 a Mosca, in Russia. Le medaglie sono state assegnate nelle discipline del singolo maschile, singolo femminile, coppie e danza su ghiaccio. I pattinatori migliori guadagneranno punti qualificanti per la finale del Grand Prix che si svolgerà a Barcellona, in Spagna.

## Risultati

### Singolo maschile
| Posizione | Nome                | Nazionalità | Punteggio totale | Programma corto | Programma corto | Programma libero | Programma libero |
| --------- | ------------------- | ----------- | ---------------- | --------------- | --------------- | ---------------- | ---------------- |
| 1         | Javier Fernández    | Spagna      | 265.01           | 1               | 93.92           | 1                | 171.09           |
| 2         | Sergej Voronov      | Russia      | 252.00           | 2               | 90.33           | 2                | 161.67           |
| 3         | Michal Březina      | Rep. Ceca   | 241.23           | 4               | 80.89           | 3                | 160.34           |
| 4         | Misha Ge            | Uzbekistan  | 238.05           | 5               | 79.69           | 5                | 158.36           |
| 5         | Jason Brown         | Stati Uniti | 235.56           | 7               | 76.32           | 4                | 159.24           |
| 6         | Takahiko Kozuka     | Giappone    | 216.80           | 3               | 81.38           | 7                | 135.42           |
| 7         | Max Aaron           | Stati Uniti | 212.60           | 6               | 77.09           | 6                | 135.51           |
| 8         | Artur Gačinskij     | Russia      | 201.26           | 8               | 74.13           | 9                | 127.13           |
| 9         | Stephen Carriere    | Stati Uniti | 201.24           | 10              | 72.20           | 8                | 129.04           |
| 10        | Jeremy Ten          | Canada      | 198.50           | 9               | 73.91           | 11               | 124.59           |
| 11        | Ivan Righini        | Italia      | 195.07           | 11              | 69.74           | 10               | 125.33           |
| 12        | Moris Qvitelashvili | Russia      | 174.25           | 12              | 62.24           | 12               | 112.01           |

### Singolo femminile
| Posizione | Nome              | Nazionalità   | Punteggio totale | Programma corto | Programma corto | Programma libero            | Programma libero            |
| --------- | ----------------- | ------------- | ---------------- | --------------- | --------------- | --------------------------- | --------------------------- |
| 1         | Rika Hongō        | Giappone      | 178.00           | 2               | 59.85           | 1                           | 118.15                      |
| 2         | Anna Pogorilaja   | Russia        | 173.43           | 3               | 59.32           | 2                           | 114.11                      |
| 3         | Alaine Chartrand  | Canada        | 172.00           | 1               | 61.18           | 3                           | 110.82                      |
| 4         | Mirai Nagasu      | Stati Uniti   | 165.88           | 4               | 58.90           | 6                           | 106.98                      |
| 5         | Park So-youn      | Corea del Sud | 163.24           | 7               | 53.71           | 4                           | 109.53                      |
| 6         | Miyabi Oba        | Giappone      | 154.57           | 10              | 46.76           | 5                           | 107.81                      |
| 7         | Marija Stavickaja | Russia        | 153.49           | 6               | 54.78           | 8                           | 98.71                       |
| 8         | Ashley Cain       | Stati Uniti   | 150.90           | 5               | 57.18           | 9                           | 93.72                       |
| 9         | Angela Wang       | Stati Uniti   | 150.75           | 9               | 51.25           | 7                           | 99.50                       |
| 10        | Marija Artem'eva  | Russia        | 144.72           | 8               | 51.88           | 10                          | 92.84                       |
| 11        | Eliška Březinová  | Rep. Ceca     | 134.04           | 11              | 46.64           | 11                          | 87.40                       |
| —         | Joshi Helgesson   | Svezia        | ritirata         | 12              | 44.00           | ritirata dalla competizione | ritirata dalla competizione |

### Coppie
| Posizione | Nome                                 | Nazionalità | Punteggio totale | Programma corto | Programma corto | Programma libero | Programma libero |
| --------- | ------------------------------------ | ----------- | ---------------- | --------------- | --------------- | ---------------- | ---------------- |
| 1         | Ksenija Stolbova / Fëdor Klimov      | Russia      | 211.97           | 1               | 69.09           | 1                | 142.88           |
| 2         | Evgenija Tarasova / Vladimir Morozov | Russia      | 173.78           | 2               | 67.28           | 5                | 106.50           |
| 3         | Kristina Astachova / Aleksej Rogonov | Russia      | 164.86           | 3               | 58.34           | 4                | 106.52           |
| 4         | Haven Denney / Brandon Frazier       | Stati Uniti | 164.85           | 4               | 54.06           | 2                | 110.79           |
| 5         | Jessica Calalang / Zack Sidhu        | Stati Uniti | 157.45           | 5               | 50.87           | 3                | 106.58           |
| 6         | Annabelle Prölß / Ruben Blommaert    | Germania    | 145.16           | 6               | 48.69           | 6                | 96.47            |
| 7         | Narumi Takahashi / Ryūichi Kihara    | Giappone    | 132.60           | 7               | 47.68           | 7                | 84.92            |
| 8         | DeeDee Leng / Simon Shnapir          | Stati Uniti | 128.68           | 8               | 45.42           | 8                | 83.26            |

### Danza su ghiaccio
| Posizione | Nome                                  | Nazionalità   | Punteggio totale | Programma corto | Programma corto | Programma libero | Programma libero |
| --------- | ------------------------------------- | ------------- | ---------------- | --------------- | --------------- | ---------------- | ---------------- |
| 1         | Madison Chock / Evan Bates            | Stati Uniti   | 174.28           | 1               | 68.86           | 1                | 105.42           |
| 2         | Elena Il'inych / Ruslan Žiganšin      | Russia        | 160.43           | 2               | 64.12           | 3                | 96.31            |
| 3         | Penny Coomes / Nicholas Buckland      | Regno Unito   | 158.02           | 3               | 59.55           | 2                | 98.47            |
| 4         | Viktorija Sinicina / Nikita Kacalapov | Russia        | 147.55           | 4               | 57.96           | 4                | 89.59            |
| 5         | Aleksandra Stepanova / Ivan Bukin     | Russia        | 143.51           | 5               | 56.90           | 5                | 86.61            |
| 6         | Kaitlin Hawayek / Jean-Luc Baker      | Stati Uniti   | 136.33           | 7               | 52.86           | 6                | 83.47            |
| 7         | Alexandra Aldridge / Daniel Eaton     | Stati Uniti   | 133.38           | 6               | 54.39           | 7                | 78.99            |
| 8         | Rebeka Kim / Kirill Minov             | Corea del Sud | 118.27           | 8               | 46.14           | 8                | 72.13            |